# Robert Rozmus
Robert Józef Rozmus (ur. 19 stycznia 1963 w Korczynie) – polski aktor, piosenkarz, prezenter telewizyjny i konferansjer.

## Wykształcenie i działalność zawodowa
Ukończył I Liceum Ogólnokształcące im. Mikołaja Kopernika w Krośnie. Jest absolwentem Wydziału Aktorskiego Państwowej Wyższej Szkoły Filmowej, Telewizyjnej i Teatralnej im. Leona Schillera w Łodzi (1987).
Po ukończeniu studiów został zaangażowany do Teatru Powszechnego w Łodzi, potem do Teatru Nowego w Warszawie, w którym występował z przerwami w latach 1990–1996. Został laureatem pierwszej nagrody na Przeglądzie Piosenki Aktorskiej we Wrocławiu. W 1993 wydał debiutancki album studyjny pt. Boski Rozzi, który promował piosenką „Mówili na nią słońce”. W 2000 został aktorem Teatru Muzycznego „Roma”, w którym wystąpił m.in. w musicalach: Miss Saigon (2000), Pięciu braci Moe (2001), Taniec wampirów (2005) i Akademia pana Kleksa (2007). Występuje też w warszawskich teatrach: Komedia (od 2003), Bajka (od 2007) i Capitol (od 2009). Występował jako pan Rozi z Kabaretu Olgi Lipińskiej. Współtworzy grupę kabaretową „Tercet, czyli Kwartet” z Hanną Śleszyńską, Piotrem Gąsowskim i Wojtkiem Kaletą. W 2021 został aktorem kabaretu PanDemon.
Prowadził telewizyjne programy rozrywkowe: Dziewięciu wspaniałych Rodzina jak z nut i Ja to znam!. Uczestniczył w programach: Taniec z gwiazdami (wiosna 2006), Gwiazdy tańczą na lodzie (wiosna 2008) i Twoja twarz brzmi znajomo (wiosna 2015). Od 12 sierpnia 2023 do grudnia 2023 współprowadził (z Anną Popek) poranny program Pytanie na śniadanie w TVP2.
Jest wielokrotnym Mistrzem Polski Aktorów w tenisie. Jego pasją jest golf, w którym odnosi liczne sukcesy na krajowych i międzynarodowych turniejach. Regularnie występuje również w Reprezentacji Artystów Polskich (RAP).

## Życie prywatne
Przez dwa lata pozostawał w nieformalnym związku z aktorką Joanną Liszowską. W latach 2007-2012 był żonaty z Ewą Kwiatkowską. Ze związku z Anną Ćwieką ma córkę, Antoninę (ur. 2015).

## Teatr i musical

### Teatr Nowy w Warszawie
- 1990: „Wesele” (jako Gospodarz)
- 1992: „Peer Gynt” (jako Peer Gynt)
- 1996: „Gówniarze”

### Teatr Muzyczny „Roma”
- 2000: „Miss Saigon” (jako szef)

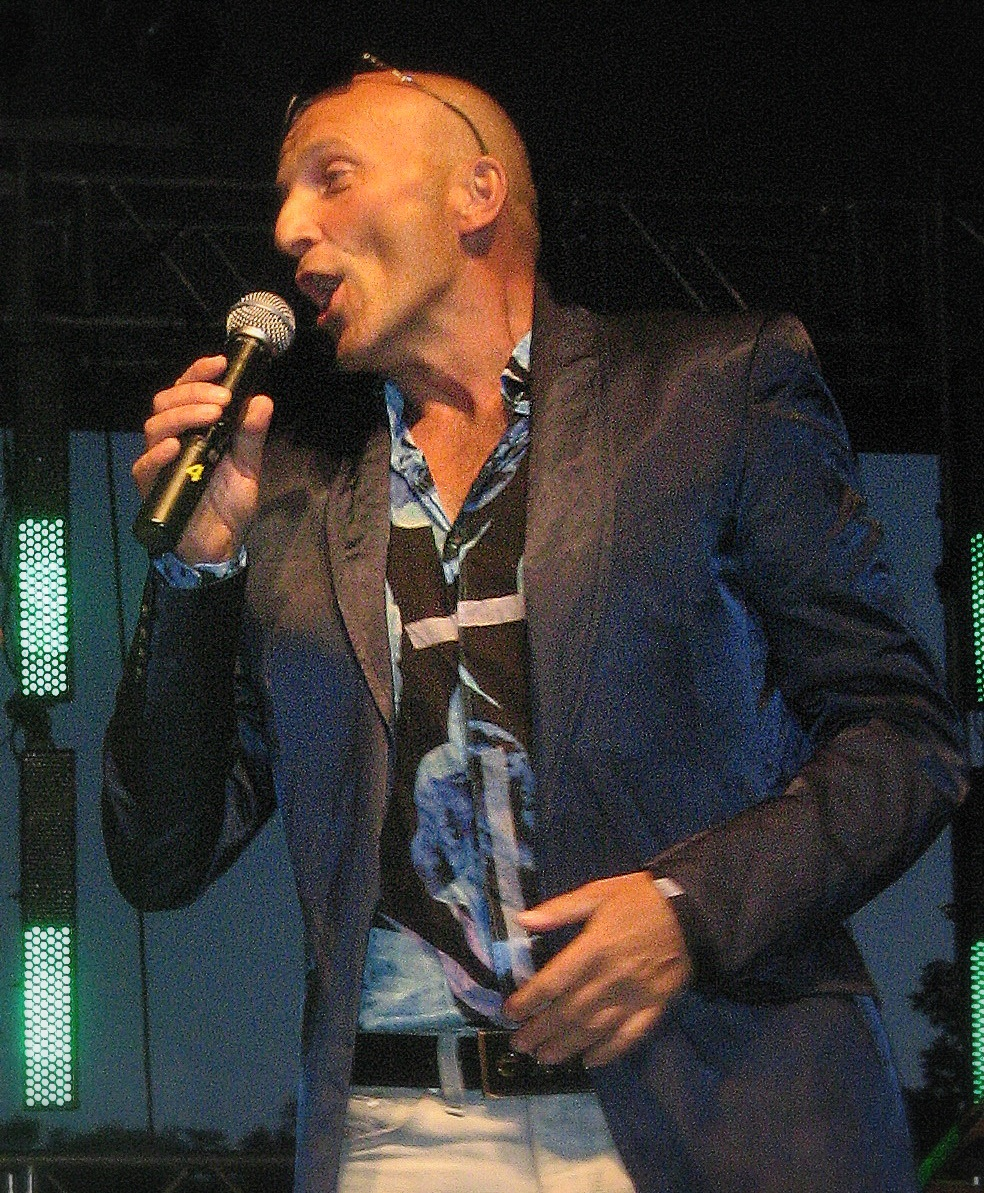
Rozmus w Międzyzdrojach (2009)

- 2001: „Pięciu braci Moe” (jako Four-Eyed Moe)
- 2005: „Taniec wampirów” (jako profesor Abronsius)
- 2007: „Akademia pana Kleksa”
- 2010: „Najlepsze z Romy”
- 2011: „Aladyn JR”
- 2012: „Deszczowa piosenka”
- 2013: „Proces”

### Teatr Komedia w Warszawie
- 2002: „Chicago” (jako Mary Sunshine)
- 2009: „39 Steps”
- 2010: „Radio Live”
- 2010: „Podwójna Rezerwacja”

### Inne teatry
- 1995: „Jednooki jest królem” (jako Jednooki) w Teatrze Scena Prezentacje
- 2003: „Kwiaty we włosach”
- 2007: „Dzikie żądze” (jako Włamywacz) w Teatrze Bajka
- 2009: „Przypadki Roberta R.” w Teatrze Capitol

## Filmografia
- 1986: Święta noc
- 1988: Desperacja
- 1988: Alchemik Sendivius – służący Sendiviusa
- 1988: Pogranicze w ogniu jako dziennikarz Bauer
- 1987: Miraż
- 1989: Porno
- 1992: Poszukiwacze zaginionej gwiazdki – żółty płanetnik (głos)
- 1993: Czterdziestolatek. 20 lat później
- 1993: Siedmiomilowe trampki – kapral Ignac Czuły (głos)
- 1995: Za co? – Zesłaniec Zaremba
- 1998: Siedlisko jako pracownik zakładu doświadczalnego Akademii Rolniczej
- 1998: Złoto dezerterów – konspirator
- 1999: Tryumf pana Kleksa –
  - doręczyciel
  - minister Prognoziński (głos),
  - dyrektor Dudek (głos),
  - kot Hieronim (głos)
- 2001–2002: Marzenia do spełnienia
- 2003: Psie serce – Golden (głos, odc. 13)
- Od 2003: Świat według Kiepskich –
  - 2003: rzeźbiarz Aleksander Biedrona (odc. 142)
  - 2011: piosenkarz z telewizji (odc. 377)
  - 2012: minister pracy i bezrobocia (odc. 389)
- 2004–2006: Bulionerzy – dyrektor Andrzej Krupski
- Od 2004: Na dobre i na złe –
  - 2004: Smyra (odc. 189)
  - 2007: „Jan Kowalski” (odc. 305-309)
- 2005: Lokatorzy – Igor (odc. 210)
- 2006: Magda M. – Michał Wilczyński (odc. 33, 35)
- 2006: Niania – Tomek Kaliński (odc. 41)
- 2006: Sąsiedzi (odc. 93)
- 2008: I kto tu rządzi? – lekarz (odc. 46)
- Od 2009: Ojciec Mateusz –
  - 2009: Marian Cender (odc. 17)
  - 2016: fotograf Albert Człuchowski (odc. 200)
- 2012: Prawo Agaty – Łukasz Konieczny, szef Marty (odc. 11)
- 2012–2013, 2015: M jak miłość – Mariusz Kwiatkowski
- 2014: Baron24 – Maciej Kaliszuk (odc. 18)
- 2019: Za marzenia – Tadeusz (odc. 20)
- 2020: O mnie się nie martw – Fryderyk (odc. 166)
- 2023: Korona królów. Jagiellonowie – brat Jan Falkenberg

## Polski dubbing
- 2021: Kosmiczny mecz: Nowa era – Królik Bugs[8]
- 2017: Auta 3 – Czesio
- 2015: Bystry Bill – Żabot
- 2014: Pingwiny z Madagaskaru – Detonator
- 2013: Turbo – Kim Ly
- 2011: Opowieści biblijne (druga wersja dubbingu) – Jakub, syn marnotrawny (odc. 15)
- 2009: Księżniczka i żaba – Ray (śpiew)
- 2006: Królik Bugs: 1001 króliczych opowiastek – Królik Bugs
- 2006: Królik Bugs: Rycerski rycerz Bugs (druga wersja dubbingu) – Królik Bugs
- 2006: Auta – Czesio
- 2005: Kaczor Daffy: Fantastyczna wyspa (druga wersja dubbingu) – Królik Bugs
- 2004: Mulan II – Ling
- 2004: Looney Tunes znowu w akcji – Królik Bugs
- 2002: Dzwonnik z Notre Dame II – Clopin
- 2001: Rudolf czerwononosy renifer i wyspa zaginionych zabawek – Latawiec
- 2001: Mała Syrenka 2: Powrót do morza – Chlup
- 2000: Królik Bugs i Struś Pędziwiatr: Szalony pościg
- 1999: Wielki Joe – Pindi
- 1999: Król lew II: Czas Simby – Nuka
- 1998: Mulan – Ling
- 1998: 13 demonów Scooby Doo
- 1998: Co za kreskówka!
- 1998: Anastazja – Bartok
- 1997: Rover Dangerfield –
  - Raffles,
  - kojot,
  - konferansjer,
  - Królik Bugs
- 1997: Zwariowane melodie – Królik Bugs (kompilacje na VHS i DVD, krótkometrażówki do 1948 roku dla Canal+)
- 1997: Star Trek: Voyager – Gary (odc. 6)
- 1997–1999: Smerfy – Zgrywus (odc. 51, część sezonów IV i VII)
- 1997: Kosmiczny mecz – Królik Bugs
- 1996: Dzwonnik z Notre Dame – Clopin
- 1996: Calineczka – Chrabąsz Berkeley
- 1995–1996: Powrót do przyszłości
- 1995–1997: Przygody Animków –
  - Królik Bugs (sezon II–III),
  - Żaba Michigan (odc. 49, 52)
- 1995: Karol Wielki
- 1995: Wszystkie psy idą do nieba –
  - pies komentator,
  - jeden z psów Grymasa
- 1995: Przygody Myszki Miki i Kaczora Donalda (pierwsza wersja dubbingu) –
  - Świnka Praktyczna,
  - bóbr #2 (odc. 23a)
- 1995: Brzdąc w opałach – Norby
- 1994: Super Baloo (pierwsza wersja dubbingu) – Bzik wynalazca
- 1993: Gumisie –
  - minstrel (odc. 36b),
  - chłopiec (odc. 47)
- 1992: Kacze opowieści (pierwsza wersja dubbingu) – Megabajt Be (odc. 83-84)
- 1992: Bingo (pierwsza wersja dubbingu) – Eli Smith
- 1991: Chip i Dale: Brygada RR –
  - Miron (odc. 23),
  - Tito (odc. 31),
  - Sylvester Jaszczurone (odc. 32)
- 1991–1993: Leśna rodzina –
  - Chester Mysz,
  - pan Orzechowiec
- 1991: Wesoła siódemka – Łoś Jelonek (odc. 1-3)